# Louis Piérard
Louis Firmin Joseph Piérard (Frameries, 7 februari 1886 - Parijs, 3 november 1951) was een Belgisch volksvertegenwoordiger, burgemeester en letterkundige.

## Levensloop

### Jonge jaren
Piérard werd geboren in een bescheiden gezin met vier kinderen. Hij deed uitstekende studies aan het Koninklijk atheneum van Bergen en toonde heel jong zijn maatschappelijke betrokkenheid door in Frameries in 1902 een 'Université populaire' te stichten.
Het beroep van journalist trok hem aan. Hij werkte mee aan Le Soir, Le Peuple en L'Avenir du Borinage. Hij kreeg zijn eerste gelegenheid tot reizen in Engeland en zijn gedichten gepubliceerd als London Sketches waren er een neerslag van. Hij was vervolgens reporter in de Verenigde Staten, Argentinië, Tsjecho-Slowakije, Mexico, Noord-Afrika en het Midden-Oosten. Hierover schreef hij artikels en enkele boeken.
Van jongs af gaf hij als beroep 'homme de lettres - letterkundige'. Hij gaf in Bergen een literair tijdschrift uit, La Société Nouvelle, maar het was vooral in Brussel, in Parijs en in Zuid-Frankrijk dat hij gelijkgezinden vond. In Brussel behoorde hij tot de stichters van het literair tijdschrift Antée (dat de rechtstreekse voorloper was van het Parijse NRF - Nouvelle Revue française).
Zijn eerste verzenbundel werd gepubliceerd door de door Antée gesponsorde uitgever Arthur Herbert in Brugge. Hij knoopte heel wat literaire vriendschappen aan die ver buiten de gewoonlijke sfeer lagen van een socialist uit de Borinage.

### Eerste Wereldoorlog
Tijdens de Eerste Wereldoorlog vluchtte hij eerst naar Nederland. Hij volgde er van nabij de politieke evoluties en gebruikte ook zijn tijd om Nederlands te leren en een roman van Arthur van Schendel in het Frans te vertalen.
Hij werd lid in Den Haag van de 'oorlogsloge' Nous Maintiendrons en vertegenwoordigde deze loge in december 1915 op een bijeenkomst in Londen van Belgische loges in het buitenland. In 1917-1918 verbleef hij vooral in Engeland en Frankrijk. Het was in Parijs dat hij verschillende werken publiceerde.

### Interbellum
Teruggekeerd naar België, werd hij politiek actief, als gemeenteraadslid (1932) en burgemeester (1933) van Bougnies, een ambt dat hij bekleedde tot aan zijn dood.
In 1919, twee jaar voordien, was hij verkozen tot socialistisch volksvertegenwoordiger voor het arrondissement Bergen en hij bleef dit mandaat vervullen tot aan zijn dood.
Pas in het parlement, diende hij een wetsvoorstel in om de gesneuvelden van de Eerste Wereldoorlog te herdenken in de persoon van een 'onbekende soldaat'. (Dit werd daadwerkelijk uitgevoerd op 11 november 1922, twee jaar na Frankrijk en Engeland.) Hij lag ook aan de oorsprong van de oprichting in Laken van het Monument aan de Arbeid van Constantin Meunier. Hij was ook de indiener van wetsvoorstellen die leidden tot de stichting van het Nationaal Werk voor de Volksopvoeding en het Nationaal Fonds voor Letterkunde.
In 1921 deed hij zijn eerste grote reis, naar Brazilië, als lid van het gezelschap dat koning Albert I naar dit land vergezelde. Hij schreef hierover een reisverhaal. Ook later zou hij nog naar Midden- en Zuid-Amerika reizen.
Zeer op Frankrijk gericht zat hij de parlementaire groep Frankrijk-België voor, alsook, in de schoot van de Interparlementaire Unie, de Commissie voor intellectuele betrekkingen.
Hij stichtte in 1922 de eerste afdeling van de P.E.N.-club in België en was er voorzitter van (In 1927 werd een P.E.N.-club Vlaanderen gesticht). Hij was ook voorzitter van 'L'office des musées en was commissaris voor de Belgische exposities in het buitenland.
In 1920 werd hij geaffilieerd bij de vrijmetselaarsloge Les Amis Philanthropes en bleef er lid van tot in 1936. In 1925-1927 was hij ook lid van de gemengde loge Vérité in de obediëntie van de Droit Humain.
Hij bleef midden dit alles een aandachtig observator van wat er in de literaire en artistieke wereld bewoog. Naast vele boekenrecensies, publiceerde hij studies over kunstenaars zoals Max Elskamp, Rik Wouters, Constantin Meunier, Édouard Manet, Pierre Paulus en Félicien Rops. In 1924 was hij een van de eerste om een studie te wijden aan Vincent van Gogh. Dat de schilder in 1878 in de Borinage had gewoond, scherpte ongetwijfeld zijn belangstelling aan. Zijn boek werd herhaaldelijk en in herwerkte vorm opnieuw gepubliceerd en bleek een aangeraden introductie te zijn tot de meester en zijn werk.
Hij was ook een van de eersten in België om aandacht te wijden aan het opkomende fascisme.

### Tweede Wereldoorlog
Tijdens de Tweede Wereldoorlog volgde Piérard de regering naar Frankrijk en was aanwezig op de parlementaire bijeenkomst in Limoges in juni 1940.
Hij keerde niet naar België terug en verbleef in onbezet Frankrijk, waar hij nog kon publiceren. Hij schreef en publiceerde over België en over de relaties met Frankrijk.
Na de Duitse bezetting van de "Zone libre", vanaf 11 november 1942, hield hij zich schuil.
In die periode schreef hij zijn enige roman, halvelings een politieroman over de diefstal van het Lam Gods. Terwijl hij het boek aan het schrijven was, werd het veelluik (en nu niet enkel twee panelen) gestolen door de Duitsers en naar de zoutmijnen gebracht.

### Na de oorlog
Hij bleef na de oorlog een actief lid van de socialistische parlementaire groep. Hij bleef ook in de culturele wereld actief en publiceerde nog regelmatig. Hij werd hierin bijgestaan door zijn dochter en zijn schoonzoon.
Hij reisde ook nog regelmatig, zoals in het Midden-Oosten, en publiceerde hierover reisindrukken.
Hij overleed in Parijs, waar hij, ondanks de achteruitgang van zijn gezondheid, naartoe was gereisd om aanwezig te zijn bij een huldebetoon aan de schrijfster Colette.
Zijn dochter, Marianne Pierson-Piérard (1907-1981) volgde hem op de weg van de literatuur, en haar man, minister Marc-Antoine Pierson volgde Piérard in de dubbele loopbaan van politicus en schrijver.

## Eerbetoon
- Louis Piérard werd in 1948 lid van de 'Académie royale de langue et de littérature française' de Belgique
- Op zijn graftombe in Frameries wordt hij vermeld als 'citoyen du monde - wereldburger'
- In Evere is er een Louis Piérardlaan die zijn naam eert.
- In Bougnies (nu Quévy) is er een Rue Louis Piérard.
- Ook in Hyon (nu Bergen) is er een Rue Louis Piérard.

## Publicaties
- Images boraines, Brugge, A. Herbert, 1907.
- En Wallonie, Brussel, 1911.
- De flammes et de fumées, Brussel, 1913.
- Un poète de la vie populaire: Max Elskamp, Brussel, 1914.
- A la gloire du piotte, Leiden, 1916.
- La Hollande et la guerre, Parijs, 1917.
- La Belgique sous les armes, sous la botte, en exil, Parijs, 1917.
- Gross Deutschland, la Belgique et la Hollande, Parijs, 1918.
- De moins cinq à la délivrance, Novembre 1917 au 14 juillet 1919, Brussel, 1920.
- Films brésiliens. Notes de voyage, Brussel, 1921.
- Le vagabond amoureux. Traduction du roman 'Een zwerver verliefd' d'Arthur Van Schendel, Brussel, 1923.
- Le Fascisme, Brussel, 1923.
- La vie tragique de Vincent Van Gogh, Parijs, 1924, 1939, 1946.
- Les trois Borains et autres histoires, Brussel, 1925.
- La Maison des serpents et autres lieux étrangers, Parijs, 1928.
- La peinture belge contemporaine, Parijs, 1928.
- Belgian problems since the war, New Haven, 1929.
- Wallons et Flamands, Brussel, 1929.
- Romain Rolland et le théatre de la révolution, Brussel, 1929.
- Dans la mine. L'accident d'Hornu, avril-mai 1931, Brussel, 1931.
- Rimouski-Puebla: du Canada au Mexique, Brussel, 1931.
- Belgique, terre d'exil, Brussel, 1932.
- Le socialisme à un tournant, Bergen, 1933.
- Visage de la Wallonie, Brussel, 1934.
- Propos sur l'art et la littérature, Bergen, 1935.
- La Belgique, terre de compromis. Les socialistes belges et le gouvernement Van Zeeland, Brussel, 1935.
- Terre des Indiens (Argentine, Mexique, Pérou, Bolivie), Brussel, 1938.
- Zola 1938. Un discours en Sorbonne, Antwerpen, 1938.
- Ode à la France meurtrie, Lyon, 1940.
- Les deux patries des Belges, Parijs, 1940.
- Raisons d'aimer la France, Avignon, 1941.
- On a volé l'Agneau mystique, roman, Aubanel, Lyon, 1943 en La Renaissance du Livre, Brussel, 1945.
- Les Réfugiés, Poèmes de circonstance, Trois poèmes du temps de guerre, Brussel, 1945.
- Manet l'incompris, Parijs, 1945.
- Regards sur la Belgique, Grenoble, 1946.
- Orient et Occident. Souvenirs d'Egypte, Brussel, 1947.
- Histoire de la Belgique, Parijs, PUF, collection Que Sais-je, 1948.
- Wallonie, terre de poésie, Luik, 1950.